# Mạch đắng
Mạch đắng hay còn gọi khổ kiều mạch (danh pháp khoa học: Fagopyrum tataricum) là một loài thực vật có hoa trong họ Rau răm. Loài này được (L.) Gaertn. mô tả khoa học đầu tiên năm 1790.